# Кам'янка (Барашівська сільська громада)
Ка́м'янка (до 1946 року — Баскаки) — село в Україні, у Барашівській сільській територіальній громаді Звягельського району Житомирської області. Населення становить 420 осіб (2001).

## Географія
В межах села є ставок № 2 площею водного дзеркала 37,41 га..

## Населення
Відповідно до результатів перепису населення Російської імперії 1897 року, загальна кількість мешканців села становила 806 осіб, з них: православних — 754, чоловіків — 394, жінок — 412.

## Історія
Станом на 1885 рік у колишньому власницькому селу Барашівської волості Житомирського повіту Волинської губернії мешкала 513 осіб, 46 дворових господарств, існували постоялий будинок і водяний млин.
За переписом 1897 року кількість мешканців зросла до 806 осіб (394 чоловічої статі та 412 — жіночої), з яких 754 — православної віри.
1906 року кількість дворів зросла до 134, а мешканців — до 885.
У 1923—54 роках — адміністративний центр Кам'янської сільської ради Барашівського району.
12 червня 2020 року, відповідно до розпорядження Кабінету Міністрів України № 711-р «Про визначення адміністративних центрів та затвердження територій територіальних громад Житомирської області», територію та населені пункти Рясненської сільської ради включено до складу Барашівської сільської територіальної громади Новоград-Волинського (згодом — Звягельський) району Житомирської області.

## Відомі люди
- Козаренко Роман Вікторович (1994—2014) — старший солдат Збройних сил України, учасник російсько-української війни.